# Dom DufF
Pour les articles homonymes, voir Duff.

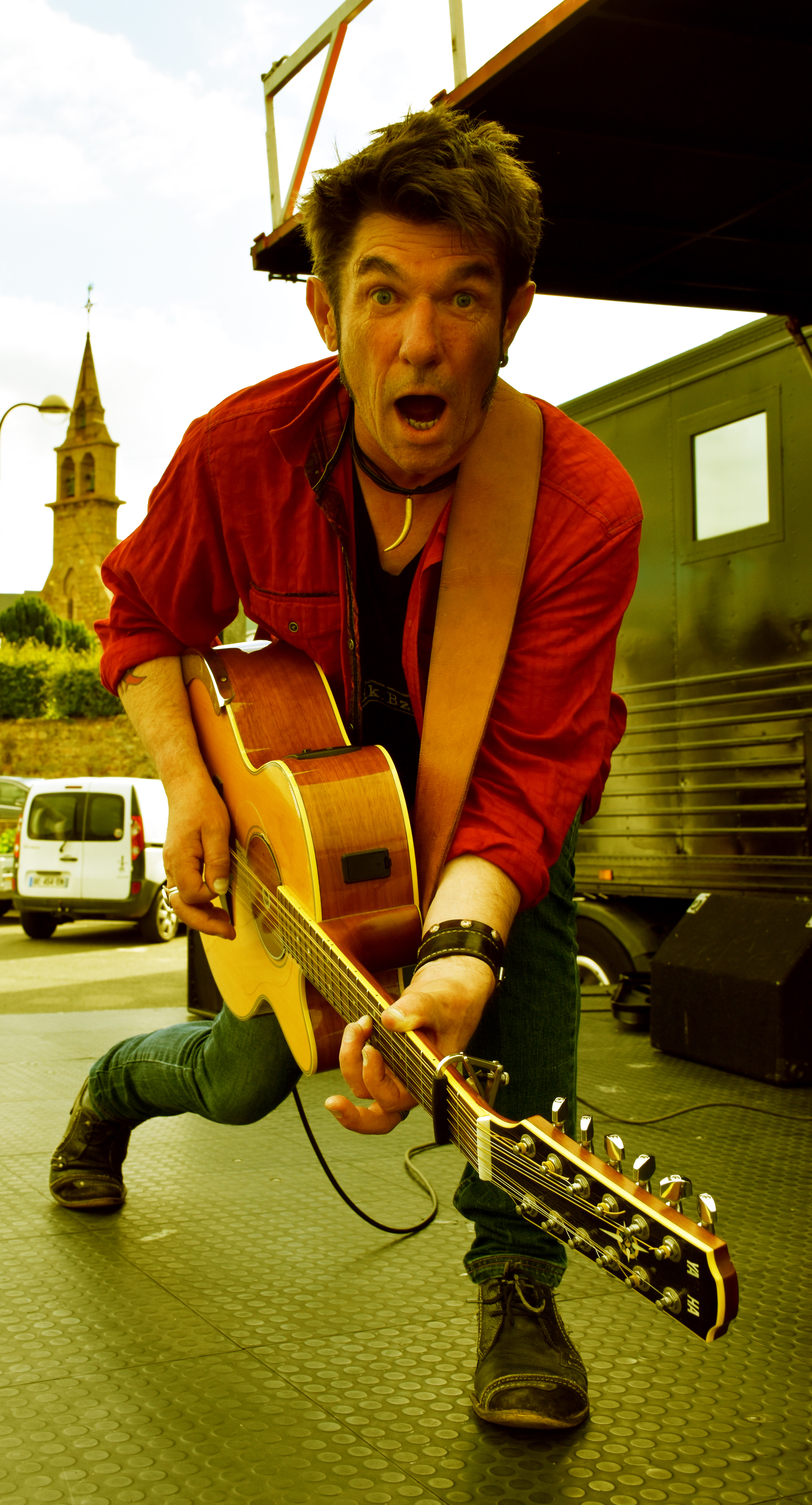
Dom DufF en concert à Loguivy de la Mer en juin 2019.

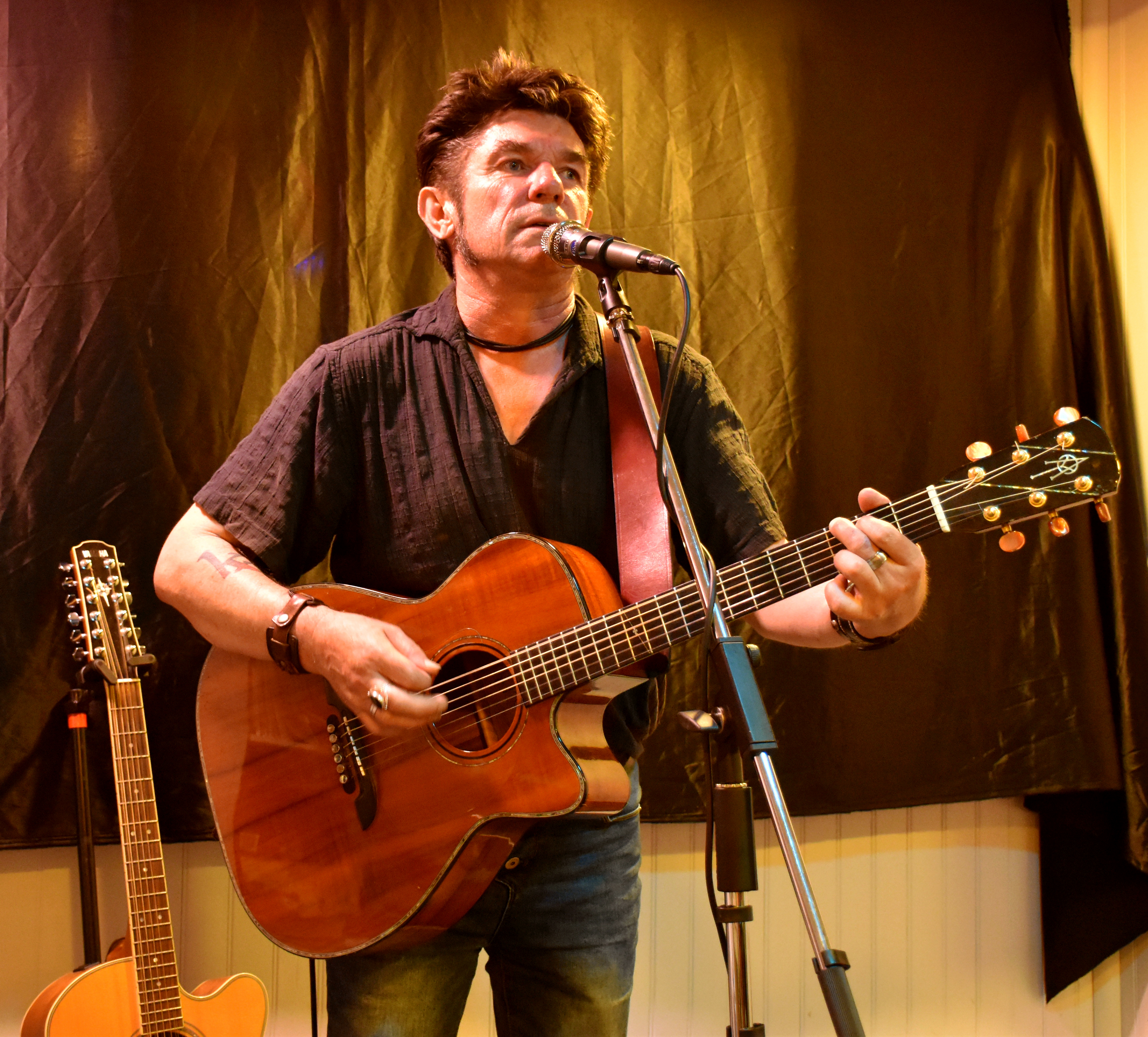
Dom DufF à Guillac, juin 2019.

Dominique Le Duff, dit Dom DufF, est un auteur-compositeur-interprète breton né le 20 août 1960, à Plouescat dans le Nord Finistère, dans une famille d'agriculteurs côtiers.
Polyglotte, il parle breton et français au quotidien, pratique aussi l'anglais et s'intéresse au gallois et cornique .
Alors qu'il joue au sein du groupe Diwall de 1995 à 2004, il entame en 2000 une « carrière solo » qui le mène dans un univers folk/rock/acoustique.

## Biographie

### Des débuts, en fest noz avec Diwall...
Dom Duff est issu d’une famille du pays pagan parlant breton. Né en 1960 dans une ferme du hameau de la Baie du Kernic à Plouescat, son père est paysan et sa mère institutrice dans le privé. Au quotidien il entend le chant local et lorsqu'il assiste à des veillées quelquefois par an dans les Monts d'Arrée pour apporter du goémon aux paysans, chacun chante son répertoire. Son oreille se forge par imprégnation aux sonorités du breton et aux rythmes et mélodies du chant du peuple. Mais l'époque amène aussi ses goûts personnels vers le rock et vers une certaine forme de « protest song ».
Il commence à jouer de la guitare en autodidacte à l’adolescence. Il se branche sur le mouvement électrifié : de Led Zeppelin aux incontournables Pogues, de Dylan aux Clash en passant par le groupe irlandais Horslips. Il apprécie aussi le power folk de Kevin Coyne et écoute en même temps du Béranger et du Servat pour le côté contestataire. Après des études horticoles, il travaille en tant que professeur, dans une école d'agriculture pendant trois ans, et en tant que technicien pour des entreprises de semences de légumes. Il travaille dans l'agriculture pendant 15 ans, jusqu'en 1995, après une expérience malheureuse dans le biologique. Membre de divers groupes de fest-noz pendant les années 1980, il fonde le groupe Diwall en 1996, avec lequel il joue sur les scènes bretonnes et plusieurs dates en Grande Bretagne. Diwall sortira deux albums et continuera à jouer après un changement de personnel. Il s'engage progressivement dans une nouvelle forme d'expression musicale bretonne.

### ...À l'aventure en solo
À la fin des années 1990, Dom DufF commence à se produire en « solo », notamment au Pays de Galles (à Pontypridd par exemple). Il lance sa carrière en 2000 en présentant ses compositions plus personnelles. En 2003, il publie un 1er album, Straed an Amann (« Rue du beurre »), composé de textes militants, poétiques ou intimistes. Les mots accompagnent et soulignent les mélodies folks acoustiques. L’album réunit le chanteur tribal irlandais Rónán Ó Snodaigh (en) du groupe Kíla, le gallois Andy Jones, son ami du trio Boys From The Hills, et le vannetais Pascal Lamour pour la mise en musique. Il reçoit le prix du meilleur premier album Produit en Bretagne 2004, un « coup de cœur » du grand prix du disque du Télégramme et de Trad Magazine ainsi qu’une nomination pour les Prizioù, le prix de France 3 Ouest.
La véritable aventure musicale commence avec des tournées bretonnes et internationales, entouré du Pagan Group (Henri Loquet, Pascal Lamour, Stefan Goasgwen). Pour le magazine Rock & Folk en août 2003, « Dom Duff fait sonner le breton comme une langue internationale ». Le doublage de films et séries télévisées pour Dizale, produisant pour TV Breizh, l'a aidé dans ce sens, pour placer sa voix et les mots dans ses chansons.
En 2005, il produit chez Coop Breizh l’album Lagan (nom du droit offrant au Duché les épaves de navires échoués sur les côtes bretonnes) avec un répertoire élargi aux paroles en gaélique et en anglais. Sur ce 2e album, son rock celtique s'affirme, comme sur l'entraînant Kig ha farz, et ses influences renforcées par des expérimentations modernes de Pascal Lamour et le mixage d'Eric Trochu (tous deux membres d'Arkan). Plusieurs chanteuses sont conviées dont Julie Murphy (Galles), Nolwenn Korbell (Armorique), Sille Ilves (Estonie), Joyce Bacon (Albion).
Sa tournée l'amène en janvier à Dublin, puis au printemps en Suisse (Sion festival), en Allemagne, au Pays de Galles (Small Nations Festival). L'été, il joue au Cabaret du festival des Vieilles Charrues et au festival interceltique de Lorient, où il joint le groupe Kila de Dublin et croisent leurs répertoires respectifs. Il collabore régulièrement avec ses amis Ronan O’Snodaigh et Katell Keineg.

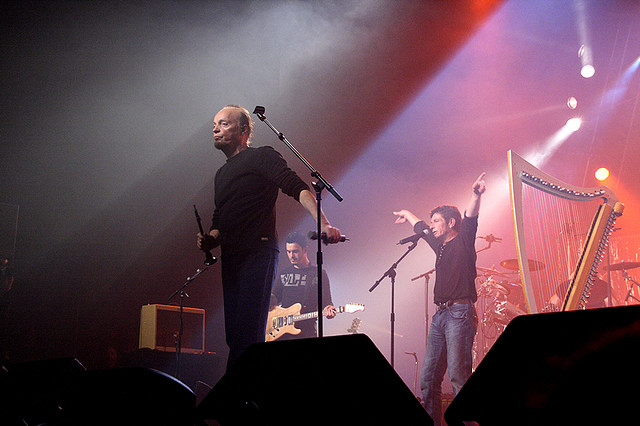
Alan Stivell et Dom Duff sur la scène du festival Yaouank 2009.

En 2008, il sort son 3e album, l'album live E-unan (Lui-même), élu meilleur album breton 2009 lors des Prizioù décernés par France 3 en janvier 2010. Il écrit de nouvelles chansons spécialement pour cet enregistrement en public, qui obtient le prix « Talent de l'Ouest » par le journal Ouest-France. En novembre, il chante cinq chansons avec Alan Stivell au festival Yaouank à Rennes devant les 7 000 danseurs du « plus grand fest-noz de Bretagne », après avoir participé à l'enregistrement de son album Emerald.

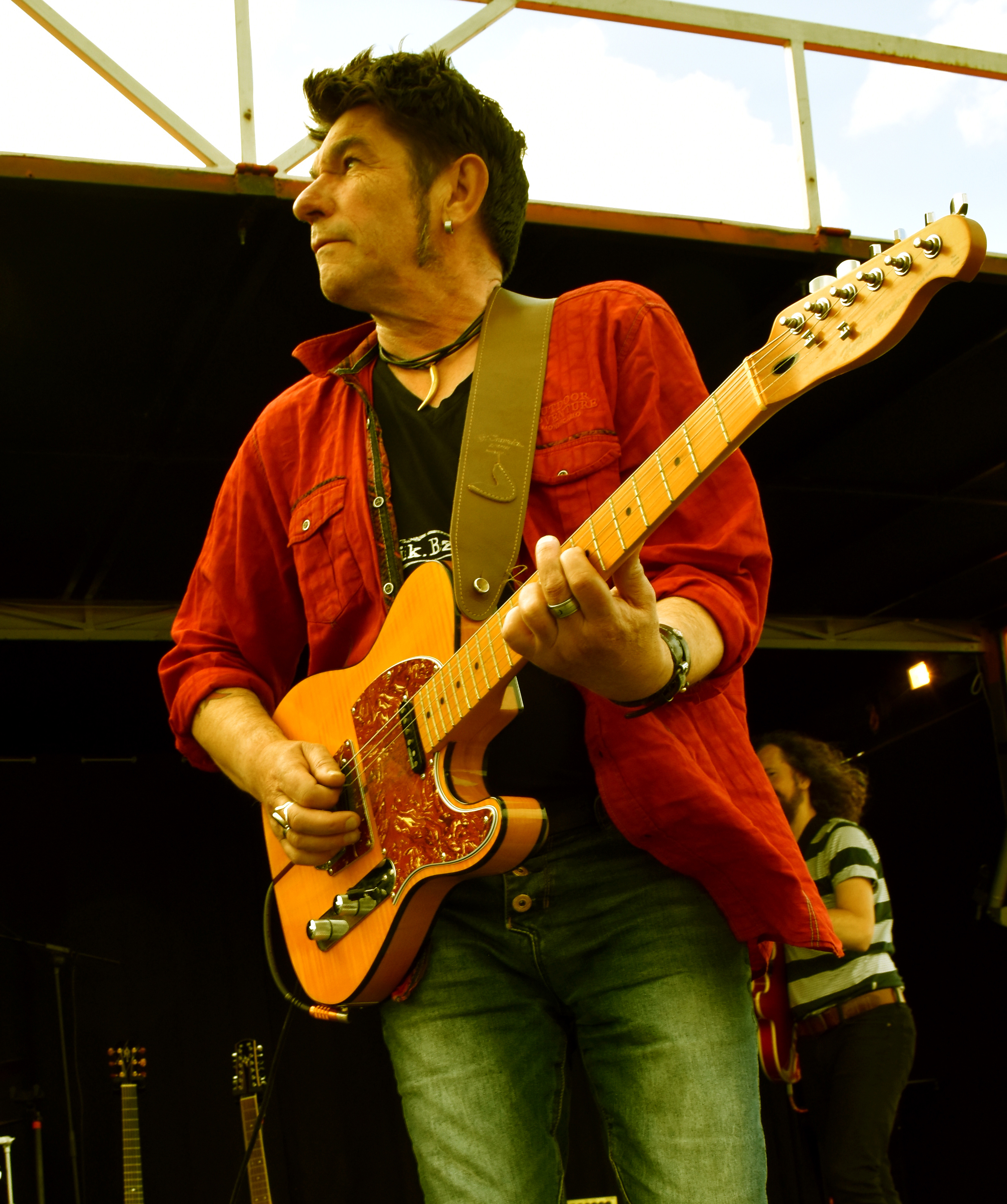
Dom DufF à Loguivy en juin 2019.

Dans le 4e album Roc’h (Roche) en 2010, il présente douze titres variés, énergiques ou plus mélancoliques et utilise pour cela guitare électrique, mandoline, banjo et ajoute du violon. L'artiste balance entre ses angoisses et les espoirs, parle de la vie, faite entendre ses cris de colère. En mars, il est présent sur la scène de Paris-Bercy à l'occasion de la Saint-Patrick, aux côtés de Gilles Servat, Soldat Louis, Pat O'May et le bagad Roñsed-Mor. En juillet, il est invité par les Francofolies de La Rochelle, ce qui est une nouvelle reconnaissance. Le 7 octobre, lors d'une « carte blanche » dans la webnoz diffusée en direct sur France 3 Bretagne, il invite trois chanteurs de ses amis à se produire en duo avec lui, Gilles Servat, Bernez Tangi et Jean-Pierre Riou. Avec ce dernier, une fois n'est pas coutume, il interprète « en français » la chanson si mille choses de Red Cardell, dans le décor du café-brocante La Mouche qui louche à Quimperlé.
Il écrit et enregistre en 2012 Foeter Breizh, chanson de la Redadeg 2012, relais pédestre de 1 500 km autour de Bretagne. Installé à Langonnet dans les Montagnes Noires en Kreiz Breizh, il prépare les chansons de son futur album. Avec le chanteur Gallois Angy Jones et l'Irlandais Colm O'Snodaigh, il forme le groupe Brythonics qui signifie Brezhoneg.
Pour sortir son nouvel album, il a recours à une campagne de financement participatif : 175 donateurs apportent une aide de 6 300 € sur Kisskissbankbank.com pour financer une part du budget. Son 5e album Babel Pow Wow sort début avril 2013 chez Paganab (son propre label), distribué par Coop Breizh. Treize titres originaux et personnels le composent, écrits et produits en Bretagne, tous chantés en breton, excepté un titre en anglais. Trad Magazine écrit : « Ses textes parlent de la vie, avec une tendresse et une révolte que l'on ressent dans son chant comme dans la musique. » Construit autour de la diversité culturelle (hommage aux tribus et cultures du monde entier) et le global, les chansons s'inscrivent dans le local par les revendications bretonnes qui lui tiennent à cœur, la langue en premier lieu. L'album est récompensé aux Prizioù par le prix du meilleur album chanté en breton.
En février 2016 il sort l'album compilation Radio BZH en téléchargement gratuit.
Lassé des studios d'enregistrement qui ne le satisfont pas, Dom enregistre dès 2015 son 6e album par lui-même. La sortie de K/kwll (prononcer Kercool) se fera en octobre 2016. Cet album fait référence à la lettre K barré, utilisée par les scribes bretons depuis le Moyen Âge pour désigner la mot "Ker" (ville, village). 11 titres commençant par la lettre K verront ainsi le jour. Une vidéo illustrant la chanson Koad An Noz et filmée par Konan Mevel (Tri Yann, Skilda) sera d'ailleurs largement diffusée par les télévisions.
En 2018, a la demande de la Redadeg (« la course » en breton), Dom leur écrit un titre "Liesliv" (multicolore) qui sera joué sur la place Saint-Corentin de Quimper, lors du départ de la course. Il est accompagné de Magalie Gestin au chant, ainsi que du Bagad Kemper. La chanson sera ensuite produite en 2019 sur son 7e album (7e Cercle) avec la participation de la chanteuse Kohann et de Louarnika au violon. Le clip sera une nouvelle fois produit et réalisé par Konan Mevel.
Il publie en 2019 l'album 7vet kelc'h (7e Cercle), titre qui fait simplement référence au 7e album publié.
Terminant sa seconde tournée au Cambodge en février 2020, il échappe au confinement en Asie. Et Mars 2020 voit l'arrêt des concerts en Europe. Il en profite pour apprendre le gallois et traduit et publie une lyric vidéo une version de son titre Foeter Breizh qui devient Crwydryn Llydau.
2022 voit la parution d'un single Dorn d'ar Vann (Poing levé), mis en images par le vidéaste fidèle Konan Mevel.

## Discographie

### Singles
- 2021 : Crwydryn Llydaw
- 2022 : Dorn d'Ar Vann

### avecDiwall
- 1997 : Dañsal ha Nijal (EOG/Coop Breizh)
- 1999 : Setu ar vuhez (EOG/Coop Breizh)
- 2006 : Diwall (EOG/Coop Breizh)

### Collaborations
- 2017 : Lipoon - Leeboon
- 2016 : Wayfarers All - National Forest Way
- 2012 : Paths Of Desire - Damian Clarke
- 2009 : Emerald - Alan Stivell
- 2009 : Kejaj - Bagad Roñsed-Mor
- 2008 : Spas - Skilda
- 2006 : Yermat - Pascal Lamour
- 2005 : The Playdays - Rónán Ó Snodaigh